# Distretto di Salpo
Il distretto di Salpo  è uno dei dieci distretti della provincia di Otuzco, in Perù. Si trova nella regione di La Libertad e si estende su una superficie di  192,74 chilometri quadrati.